# Silene libanotica
Silene libanotica är en nejlikväxtart som beskrevs av Pierre Edmond Boissier. Silene libanotica ingår i släktet glimmar, och familjen nejlikväxter. Inga underarter finns listade i Catalogue of Life.